# Gare de Salon
Gare de Salon-de-Provence – stacja kolejowa w Salon-de-Provence, w departamencie Delta Rodanu, w regionie Prowansja-Alpy-Lazurowe Wybrzeże, we Francji. Znajduje się na linii Awinion-Miramas. Została otwarta w 1873.